# Unlimited (Reba McEntire)
Unlimited è il quinto album in studio della cantante di musica country statunitense Reba McEntire, pubblicato nel 1982.

## Tracce
1. I'd Say You – 2:58 (Chuck Howard)
2. Everything I'll Ever Own – 3:19 (Johnny MacRae, Bob Morrison)
3. What Do You Know About Heartache? – 2:50 (MacRae, Morrison, Len Chiriacka, Mary Welch)
4. Out of the Blue – 2:34 (Byron Hill, Robert A. Johnson)
5. Over, Under and Around – 2:13 (Mark Miller, Bobby Randall)
6. I'm Not That Lonely Yet – 2:43 (Bill Rice, Sharon Vaughn)
7. Whoever's Watchin' – 2:46 (Gary Morris, Kevin Welch)
8. Old Man River (I've Come to Talk Again) – 3:22 (Danny Hogan, Ronny Scaife)
9. You're the First Time I've Thought About Leaving – 2:51 (Kerry Chater, Dickey Lee)
10. Can't Even Get the Blues – 2:25 (Rick Carnes, Tom Damphier)